# Vivian Heisen
Vivian Heisen (* 27. Dezember 1993 in Wiefelstede) ist eine deutsche Tennisspielerin.

## Karriere
Heisen spielt laut ihrem Profil auf den Seiten der ITF am liebsten auf Hartplätzen. Bislang spielt sie vor allem auf Turnieren der ITF Women’s World Tennis Tour, bei der sie bisher zwei Titel im Einzel und zehn im Doppel gewann.
Ihr erstes Profiturnier spielte sie im August 2010 in Hechingen; sie schied dort aber schon in ihrem Auftaktmatch aus, wie auch bei den darauffolgenden beiden Turnieren. Ihre ersten vier Punkte für die Weltrangliste sammelte Heisen mit einem Viertelfinaleinzug beim Turnier in Alkmaar im Juni 2011. 2012 erreichte sie das Halbfinale von Horb, wo sie sich Laura Siegemund knapp in drei Sätzen geschlagen geben musste. Ihr erstes Finale erreichte sie im Oktober desselben Jahres beim Turnier in Monastir, das sie ebenfalls nur knapp in drei Sätzen gegen Nikola Vajdová verlor. 2013 trat sie das erste Mal bei einem Turnier der WTA Tour an. Sie erhielt eine Wildcard für die Qualifikation zum Nürnberger Versicherungscup, wo sie bereits in der ersten Runde gegen Kateřina Kramperová mit 3:6 und 1:6 verlor. Im weiteren Jahresverlauf erreichte sie bei den ITF-Turnieren in Breda und in Innsbruck jeweils das Halbfinale.
Im Oktober 2015 gewann Heisen dann ihr erstes Profiturnier in Sozopol, wo sie mit ihrer Endspielgegnerin Julia Terziyska anschließend auch im Doppel siegreich war. 2016 gewann sie das Turnier von Breda.
In der 2. Tennis-Bundesliga spielte Heisen 2012 und 2013 für den Club an der Alster in Hamburg, 2014 für den MTTC Iphitos in München und 2016 für den Braunschweiger THC. Nach einer erfolglosen Saison in der 1. Tennis-Bundesliga 2017 mit dem TC Blau-Weiss Berlin und dem darauf folgenden Abstieg spielte sie 2018 wieder in der 2. Tennis-Bundesliga.

## Turniersiege

### Einzel
| Nr. | Datum            | Turnier | Kategorie   | Belag     | Finalgegnerin   | Ergebnis  |
| --- | ---------------- | ------- | ----------- | --------- | --------------- | --------- |
| 1.  | 11. Oktober 2015 | Sozopol | ITF $10.000 | Hartplatz | Julia Terziyska | 6:2, 7:61 |
| 2.  | 26. Juni 2016    | Breda   | ITF $10.000 | Sand      | Kelly Versteeg  | 6:2, 6:1  |

### Doppel
| Nr. | Datum              | Turnier    | Kategorie      | Belag             | Partnerin           | Finalgegnerinnen                               | Ergebnis          |
| --- | ------------------ | ---------- | -------------- | ----------------- | ------------------- | ---------------------------------------------- | ----------------- |
| 1.  | 10. Oktober 2015   | Sozopol    | ITF $10.000    | Hartplatz         | Julia Terziyska     | Lenka Kunčíková Karolína Stuchlá               | 6:3, 6:1          |
| 2.  | 5. August 2016     | Wien       | ITF $10.000    | Sand              | Janina Toljan       | Petra Krejsová Anna Slováková                  | 6:3, 6:2          |
| 3.  | 11. Februar 2017   | Trnava     | ITF $15.000    | Hartplatz (Halle) | Margarita Lasarewa  | Sandra Jamrichová Vivien Juhászová             | 4:6, 6:4, [10:7]  |
| 4.  | 6. Mai 2017        | Wiesbaden  | ITF $25.000    | Sand              | Storm Sanders       | Diāna Marcinkēviča Rebeka Masarova             | 7:5, 5:7, [10:8]  |
| 5.  | 13. Juli 2018      | Turin      | ITF $25.000    | Sand              | Sandra Samir        | Martina Caregaro Federica Di Sarra             | 6:3, 6:2          |
| 6.  | 26. Januar 2019    | Kasan      | ITF W25        | Hartplatz (Halle) | Hanna Posnichirenko | Alena Fomina Jekaterina Jaschina               | 6:4, 6:3          |
| 7.  | 30. Juni 2019      | Darmstadt  | ITF W25        | Sand              | Katharina Hobgarski | Lena Lutzeier Natalia Siedliska                | 6:74, 6:2, [10:4] |
| 8.  | 20. Juli 2019      | Nur-Sultan | ITF W80        | Hartplatz         | Marie Bouzková      | Wlada Kowal Kamilla Rachimowa                  | 7:68, 6:1         |
| 9.  | 31. August 2019    | Wien       | ITF W25        | Sand              | Katharina Hobgarski | Irene Burillo Escorihuela Andrea Lázaro García | 7:6, 6:4          |
| 10. | 20. September 2019 | Roehampton | ITF W25        | Hartplatz         | Katharina Hobgarski | Freya Christie Maria Sanchez                   | 7:5, 1:6, [10:7]  |
| 11. | 21. Mai 2023       | Florenz    | WTA Challenger | Sand              | Ingrid Neel         | Asia Muhammad Giuliana Olmos                   | 1:6, 6:2, [10:8]  |

## Abschneiden bei Grand-Slam-Turnieren

### Doppel
| Turnier         | 2020 | 2021 | 2022 | 2023 | Karriere |
| --------------- | ---- | ---- | ---- | ---- | -------- |
| Australian Open | —    | —    | —    | 1    | 1        |
| French Open     | 1    | 2    | 1    | —    | 2        |
| Wimbledon       |      | 1    | 1    | —    | 1        |
| US Open         | —    | —    | 1    | —    | 1        |

## Weltranglistenpositionen am Saisonende
| Jahr   | 2011 | 2012 | 2013 | 2014 | 2015 | 2016 | 2017 | 2018 | 2019 | 2020 | 2021 | 2022 |
| ------ | ---- | ---- | ---- | ---- | ---- | ---- | ---- | ---- | ---- | ---- | ---- | ---- |
| Einzel | —    | 965  | 721  | 1244 | 594  | 503  | 338  | 558  | 444  | 431  | 582  | 983  |
| Doppel | 992  | 1109 | 949  | —    | 638  | 456  | 293  | 405  | 153  | 184  | 100  | 79   |